# James Parkinson
James Parkinson, född 11 april 1755 i London, död i London 21 december 1824, var en engelsk kirurg, apotekare, geolog, paleontolog och politisk aktivist för folkrörelse och allmän rösträtt. Han är mest ihågkommen för sin avhandling An Essay on the Shaking Palsy från 1817 i vilken han beskriver "paralysis agitans", ett neurologiskt tillstånd som senare skulle få namnet Parkinsons sjukdom.

## Parkinsons sjukdom
Parkinson var den första personen som systematiskt beskrev individer med symtom på den sjukdom som i dag bär hans namn, Parkinsons sjukdom. I sin essä An Essay on the Shaking Palsy (1817) beskriver han tre av sina egna patienter och tre personer som han såg på gatan. Själv benämnde han sjukdomen "paralysis agitans" eller "shaking palsy", och skilde mellan vilotremor och rörelsetremor. Den franske neurologen Jean-Martin Charcot myntade termen "Parkinsons sjukdom" ungefär 60 år senare.